# Île au Ruau
L'Île au Ruau (aussi appelée Île aux Réaux, Île des Ruaux ou Île-aux-Ruaux) est l'une des plus anciennes concessions de l'histoire de la Nouvelle-France. 

## Histoire
L'île entière est concédée aux Jésuites en 1638 par la Compagnie des Cent-Associés. Les Jésuites en prirent possession en 1639. Parmi les premiers arrivants se trouvait François Byssot de la Rivière.
L'île est située dans le fleuve Saint-Laurent et est facilement accessible depuis Québec et l'Île d'Orléans en bateau. D'une superficie d'environ 5,6 km sur 1,2 km, elle fait partie de l'archipel de l'Isle-aux-Grues. Elle fait également partie de la municipalité de Saint-François-de-l'Île-d'Orléans, dans la MRC de L'Île-d'Orléans. Elle est située très près de la Grosse-Ile, ancienne ile de quarantaine.
L'île au Ruau est désormais une île de chasse privée, abritant un domaine vieux d'un demi-siècle, « Le Club de Chasse aux Brigands ». Elle change de propriétaire deux fois en 2011 et en 2019, mais la vocation de club de chasse est conservé.
En 1962, l'île est achetée par William O'Brien, un homme d'affaires montréalais avec de grands projets. Chasseur passionné et expérimenté, il connait les trajectoires de vol de l'oie blanche, très présente dans le secteur. Juste au nord de l'île, sur les rives du Saint-Laurent, se trouve le cap Tourmente, l'une des plus grandes concentrations d'oies des neiges au monde. À l'époque, beaucoup se demandaient pourquoi un courtier montréalais souhaitait posséder une ferme sur le Saint-Laurent, mais la chasse est très riche sur les ile. Ainsi commence le « Club de chasse aux brigands ». À travers les années, il accueille familles, amis, des membres de la royauté, des chefs d’État, des dirigeants de Fortune 500 et bien d’autres.